# Öde
Öde, sammanfattningen av de händelser, som en varelse upplever under sitt levnadslopp till lycka eller olycka. En människas öde bestäms av hela den mångfald inre och yttre orsaker, som påverkar henne, hennes medfödda andliga och kroppsliga natur, de omständigheter, under vilka hon lever, och hennes egna av viljan ledda handlingar. 
Ödet hänvisar till ett förutbestämt förlopp. Det kan ses som en förutbestämd framtid, antingen i allmänhet eller för en enda individ. Det är ett koncept som bygger på tron att det är en fast fysisk form för universum. 
På de sistnämnda lade Friedrich von Schiller huvudvikten, då han sade: "I ditt bröst är ditt ödes stjärnor". Återigen betonas sammanhanget mellan individen och världsalltet när man fattar de olika varelsernas öden som uttryck för en förnuftig världsordning eller en gudomlig försyn. I strid mot varandra står dessa båda uppfattningar endast när de uppfattas ensidigt.
Uppfattningen av de levnadsloppen bestämmande orsakerna såsom en självständig, outgrundlig makt som härskar över allt och ytterst bestämmer även människans vilja, ledande den ene till lycka, den andre till olycka, är ett urgammalt föreställningssätt, och kan troligen aldrig fullt utrotas. Det gör sig gällande i samma mån som man är ur stånd att genomskåda sammanhanget mellan orsaker och verkningar, och därför i ödet finner en "tillflykt för okunnigheten". Hos alla folk har i äldre tider ödesföreställningen spelat en stor roll. För forntidens greker var ödet något abstrakt, den gestaltlösa nödvändigheten, mot vilken människor och gudar lika förgäves kämpade. Individens försök att resa sig däremot fattades såsom övermod (hybris), som straffades av vedergällningen (Nemesis).
I den grekiska mytologin personifierades ödet i de livstrådarna spinnande och utdelande moirerna. Herakleitos fattade ödet som förnuftigt (Logos) och stoikerna som den lagbundna nödvändigheten. Den romerska uppfattningen av ödet (se Fatum) överensstämde med den grekiska. I den nordiska mytologin motsvaras moirerna och parcerna av nornorna. Med kristendomen ersattes det blinda ödets över människan härskande främmande makt genom den allsmäktiga kärlekens försyn.

## Ödet i religionen
Begreppet öde har i grunden ingen särskild anknytning till religion eller Gud, utan ersätter snarare Gud hos vissa agnostiker. Inom religionerna, särskilt inom protestantismen och islam finns emellertid vissa riktningar som förespråkar predestinationsläran, en ståndpunkt som hävdar att människans liv på jorden och livet efter detta är förutbestämt av en allsmäktig gud. Inom islam har en stundtals hätsk debatt förts mellan de som menar att Gud mer eller mindre styr all mänsklig aktivitet på förhand, och de som anser att individen har försetts med en rejäl portion egen vilja. Bland de kristna protestanterna hade Luther en tes om att det är Guds val som gör att en människa blir frälst (enkel predestination).  Calvin gick ett steg längre, då han menade att Gud från början har utsett vissa människor till frälsning och andra till fördömelse (dubbel predestination).
I väst ser man ibland hur begreppet "karma" används som synonym till öde. I själva verket är begreppen varandras motsatser. Karma kan liknas vid en ryggsäck av självalstrade handlingskonsekvenser som människan bär på, och vars kvalitet beror av hur klandervärda eller berömvärda hennes handlingar varit. De summerade handlingarna påverkar hennes innevarande liv samt framtida liv för dem som tror att människans gärningar framtvingar en återfödelse. Karma (sanskrit: karman, pali: kamma, "handling") är ett centralt begrepp i de ursprungligen indiska religionerna hinduism, buddhism, jainism och sikhism, men religionerna skiljer sig åt när det gäller hur karman uppstår och vad den får för konsekvenser. Målet är att med metoder, som skiljer religionerna åt, nå ett upplyst stadium, ett lugn, där ingen mer karma produceras och ingen mer återfödelse framtvingas.  Individen kan således själv styra över den karma han alstrar, medan ödet är något påtvingat.